# Eric Tsang
Eric Tsang (cinese tradizionale: 曾志偉; cinese semplificato: 曾志伟; pinyin: Zēng Zhìwěi; jyutping: Zang1 Zi3-wai5; Hong Kong, 14 aprile 1953) è un attore, regista, produttore cinematografico e conduttore televisivo cinese di Hong Kong.

## Biografia
Il padre di Eric, Tsang Kai-wing, ha servito nella Polizia di Hong Kong dal 1940 al 1972. Nel 1976 è fuggito a Taiwan a causa dell'azione della Commissione Indipendente Contro la Corruzione, che l'aveva accusato di corruzione e punito con tre anni di carcere senza appello. Nel 2001, il Dipartimento di Giustizia di Hong Kong ha preso possesso della sua abitazione in La Salle Road, che è stata messa all'asta dopo 10 anni di procedure civili per 4,35 milioni di dollari di Hong Kong. Tsang Kai-wing è morto a Taiwan nel 2011.

## Carriera
In gioventù, Eric Tsang è stato un giocatore di calcio professionista. Successivamente, però, ha iniziato la carriera nel mondo dello spettacolo come stuntman. In anni recenti ha raggiunto un'altissima popolarità, che gli ha permesso di essere scelto come Master of Ceremonies in vari eventi organizzati dalla rete televisiva TVB di Hong Kong, oltre che nel concorso di bellezza Miss Chinese International.
Agli inizi della carriera come attore, Eric Tsang era spesso caratterizzato come scagnozzo bruttino, crudele e imbranato. Quando decise di abbandonare i film comici, recitò per la prima volta in una pellicola drammatica con il collega Alan Tam e iniziò a vincere premi di vario genere nei festival cinematografici asiatici. Il critico cinematografico Perry Lam, che scrive recensioni per la rivista Muse di Hong Kong, ha scritto che Tsang "porta schiettezza, sincerità e profondità in qualsiasi ruolo interpreti, e occasionalmente dimostra l'inspiegabile abilità di entrare in uno stato di negazione di sé di cui solo i più grandi attori caratteristi come Robert Duvall sono capaci".

## Vita privata
Eric Tsang è un fervente buddhista, come dimostrato dai molti eventi e raccolte fondi da lui organizzati in favore dei templi buddhisti di Hong Kong.
I figli dell'attore sono entrambi nel mondo dello spettacolo. La figlia maggiore, Bowie Tsang, è una cantante mandopop, mentre il figlio Derek è attore e scrittore. Eric Tsang è anche cugino da parte di padre dell'ex-segretario per il Commercio e lo Sviluppo Economico di Hong Kong, Frederick Ma.

## Filmografia

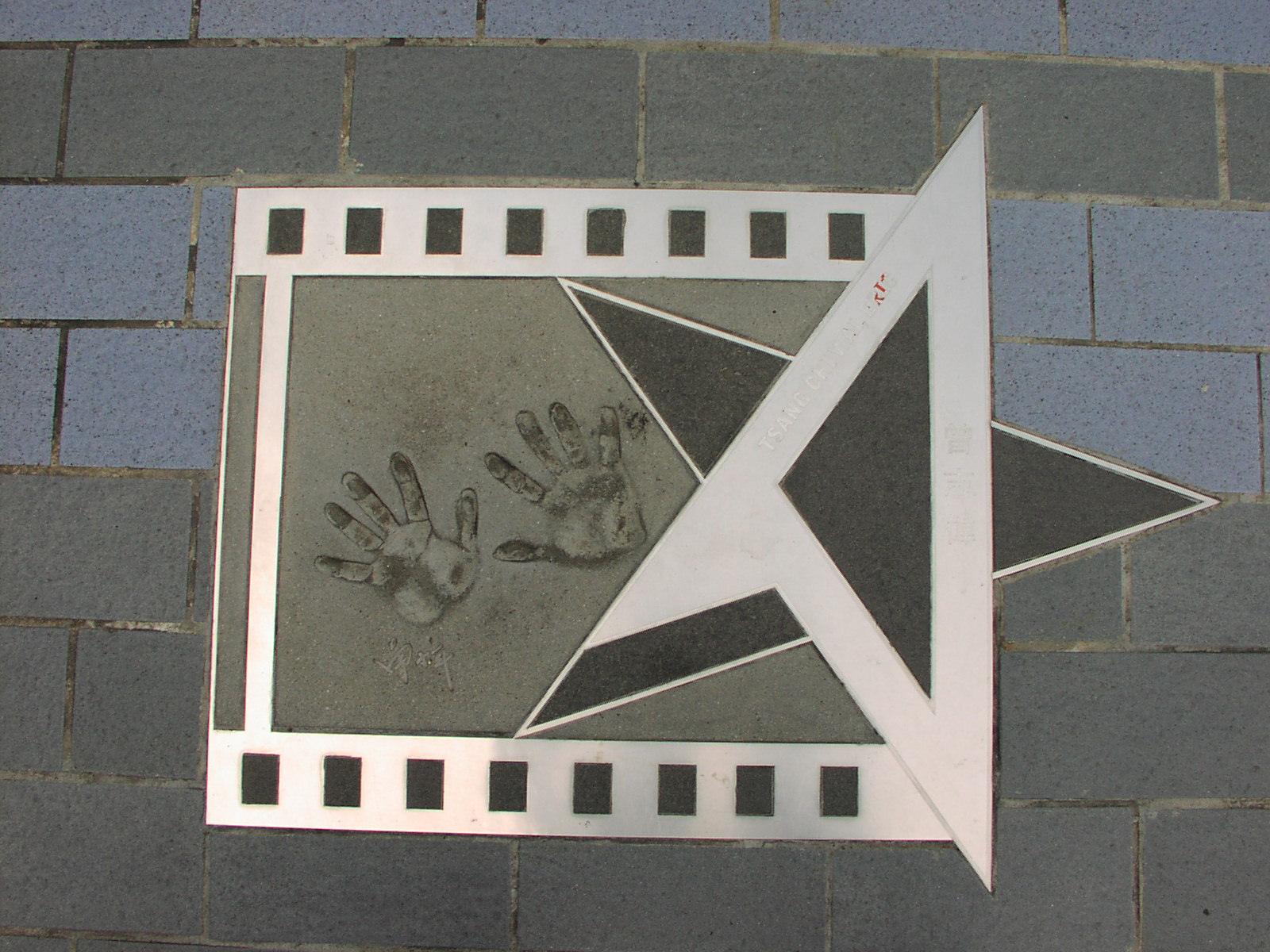
L'impronta della mano e l'autografo di Eric Tsang sulla Avenue of Stars di Hong Kong.

- Le 14 amazzoni (Shi si nu ying hao), regia di Kang Cheng (1972)
- Shao Lin wu zu, regia di Cheh Chang (1974)
- Na Jan il piccolo titano (Na Zha), regia di Cheh Chang (1974)
- Kung Fu Stars (1975)
- Challenge of the Masters (1976)
- The Dragon Lives Again (1977)
- Money Crazy (1977)
- The Iron-Fisted Monk (1977)
- Enter the Fat Dragon (1978)
- Warriors Two (1978)
- By Hook or by Crook (1980)
- The Bloody Tattoo (1980)
- All the Wrong Clues (1981)
- The Legend of the Owl (1981)
- Aces Go Places (1982)
- Once Upon A Rainbow (1982)
- It Takes Two (1982)
- Till Death Do We Scare (1982)
- He Lives by Night (1982)
- Play Catch (1983)
- Aces Go Places 2 (1983)
- I Love Lolanto (1984)
- Carry On Wise Guy (1984)
- Heaven Can Help (1984)
- Beloved Daddy (1984)
- Double Trouble (1984)
- La gang degli svitati (1985)
- Bambole e botte (1985)
- From the Great Beyond (1985)
- The Thirty Million Rush (1985)
- Why Me? (1985)
- Those Merry Souls (1985)
- Funny Triple (1985)
- Millionaire's Express (1986)
- Strange Bedfellow (1986)
- Lucky Stars Go Places (1986)
- The Romancing Star (1987)
- It's a Mad, Mad, Mad World (1987)
- Trouble Couple (1987)
- Seven Years Itch (1987)
- Scared Stiff (1987)
- Final Victory (1987)
- The Final Test (1987)
- Mr. Mistress (1988)
- Golden Swallow (1988)
- The Greatest Lover (1988)
- Force of the Dragon (1988)
- The Romancing Star II (1988)
- Criminal Hunter (1988)
- Shyly Spirit (1988)
- Double Fattiness (1988)
- The Other Half & the Other Half (1988)
- The Reincarnation of Golden Lotus (1989)
- Eat a Bowl of Tea (1989)
- Fatal Vacation (1989)
- They Came to Rob Hong Kong (1989)
- Code of Fortune (1989)
- It's a Mad, Mad, Mad World III (1989)
- Return of the Lucky Stars (1989)
- Lucky Guys (1989)
- Pedicab Driver (1989)
- Little Cop (1989)
- A Li Ba Ba (1989)
- Curry and Pepper (1990)
- The Last Blood (a.k.a. Hard Boiled 2, 1990)
- The Sniping (1990)
- The Banquet (1991)
- Alan and Eric Between Hello and Goodbye (1991)
- Ghost Punting (1991)
- The Tigers (1991)
- The Family Squad (serie televisiva, 1991)
- Once Upon a Time a Hero in China (1992)
- Yes Madam '92: A Serious Shock (1992)
- Twin Dragons (1992)
- The Days of Being Dumb (1992)
- Handsome Siblings (1992)
- Yesteryou, Yesterme, Yesterday (1993)
- Drug Tiger (1993)
- Once a Cop (1993)
- Master Wong Vs. Master Wong (1993)
- Lady Super Cop (1993)
- 1993 Year's Love of Vampires (1993)
- Cheese 'n Ham (1993)
- Bogus Cops (1993)
- He's a Woman, She's a Man (1994)
- La leggenda del drago rosso (1994)
- Over the Rainbow Under the Skirt (1994)
- All of the Winners (1994)
- Switch Over (1994)
- The Age of Miracles (1995)
- Who's the Woman, Who's the Man? (1996)
- Those Were the Days (1996)
- Comrades: Almost a Love Story (1996)
- How to Meet the Lucky Stars (1996)
- Final Justice (1996)
- Hold You Tight (1997)
- Hercules (doppiatore nella versione cantonese, 1997) - Filottete
- The Wedding Days (1997)
- Task Force (1997)
- Contract Killer (1998)
- Sleepless Town (1998)
- Anna Magdalena (1998)
- Hitman (1998)
- Fly Me to Polaris (1999)
- Gen-X Cops (1999)
- Liang Po Po (1999)
- Metade Fumaca (1999)
- Gigolo of Chinese Hollywood (1999)
- I.Q. Dudettes (1999)
- When I Look Upon the Stars (1999)
- Wai Goh dik goo si (1999)
- Jiang hu: The Triad Zone (2000)
- And I Hate You So (2000)
- Merry-Go-Round (2001)
- Cop on a Mission (2001) - Boss Tin
- Spia per caso (2001)
- Fai chai tong mung (2001)
- Golden Chicken (2002)
- Infernal Affairs (2002)
- Troublesome Night 15 (2002)
- Frugal Game (2002)
- Three (2002)
- Partners (2002)
- No Problem 2 (2002)
- The Monkey King: Quest for the Sutra (serie televisiva, 2002)
- Infernal Affairs 2 (2003)
- Fu bo (2003)
- Men Suddenly in Black (2003)
- Dragon Loaded 2003 (2003)
- City of SARS (2003)
- Blood Brothers (2004)
- Love Is a Many Stupid Thing (2004)
- PaPa Loves You (2004)
- In-Laws, Out-Laws (2004)
- Master Q: Incredible Pet Detective (2004)
- Infernal Affairs 3 (2004)
- One Stone Two Birds (2005)
- Perhaps Love (2005)
- Mob Sister (2005)
- 2 Young (2005)
- Divergence (2005)
- The Mask 2 (doppiatore nella versione cantonese, 2005)
- It Had to Be You! (2005)
- A Wondrous Bet (2005)
- Colour of the Loyalty (2005)
- Bar Paradise (2005)
- Back to 2160 Hours (2005)
- Wo Hu (2006)
- Tokyo Trial (2006)
- Men Suddenly in Black 2 (2006)
- Invisible Waves (2006)
- McDull, the Alumni (2006)
- The Jimmy Hat (2006)
- Dangerous Game (2007)
- Bullet and Brain (2007)
- Dragon Boys (2007)
- Big Movie (2007)
- Beauty and the 7 Beasts (2007)
- Simply Actors (2007)
- The Pye-Dog (2007)
- The Romantic Fool (2007)
- Claustrophobia (2008)
- Shaolin Basket (2008)
- Tea Fight (2008)
- The Moss (2008)
- Happy Funeral (2008)
- Lost Indulgence (2008)
- Kung Fu Cyborg (2009)
- Bodyguards and Assassins (2009)
- Miss Kicki (2009)
- Turning Point (2009)
- The Treasure Hunter (2009)
- The Legend of the Dancing Ninja (2010)
- Just Another Pandora's Box (2010)
- 72 Tenants of Prosperity (2010)
- Pandamen (serie televisiva, 2010)
- Fugitive (2010)
- Lover's Discourse (2010)
- I Love Hong Kong (2011)
- Men Suddenly in Love (2011)
- The Killer Who Never Kills (2011)
- The Founding of a Party (2011)
- The Fortune Buddies (2011)
- Summer Love (2011)
- 72 Heroes (2011)
- Mural (2011)
- I Love Hong Kong 2012 (2012)
- Jack of All Trades (2012)
- Marry a Perfect Man (2012)
- Heroic Detective (2012)
- Mother Android II (2012)
- Holding Love (2012)
- I Love Hong Kong 2013 (2013)
- Princess and the Seven Kung Fu Masters (2013)
- Ip Man - The Final Fight (2013)
- 7 Assassins (2013)
- The Rooftop (2013)
- Jian Bing Man, regia di Da Peng (2015)
- Skiptrace - Missione Hong Kong (Skiptrace), regia di Renny Harlin (2016)
- Kung-Fu Yoga (Gong fu yu jia), regia di Stanley Tong (2017)

## Doppiatori italiani
Nelle versioni in italiano delle opere in cui ha recitato, Eric Tsang è stato doppiato da:
- Roberto Stocchi in Inferal Affairs, Bodyguards and Assassins, Ip Man: The Final Fight
- Giuliano Santi in Infernal Affairs II - Affari sporchi, Infernal Affairs III - Affari sporchi
- Giorgio Lopez in Accidental spy - Spia per caso
- Massimo Milazzo in Shaolin Basket
- Sergio Lucchetti ne Il regno di Wuba
- Marco De Risi in Gli avventurieri - The Adventurers
- Marco Mete in Skiptrace - Missione Hong Kong